# Temporada 1989-90 de Los Angeles Lakers
La temporada 1989-90 fue la cuadragésimo segunda de los Lakers en la NBA, y la trigésima en su ubicación en Los Ángeles, California. La temporada regular acabaron con 63 victorias y 19 derrotas, ocupando el primer puesto de la Conferencia Oeste, clasificándose para los playoffs en los que cayeron en semifinales de conferencia ante los Phoenix Suns.

## Elecciones en elDraft
| Ronda | Puesto | Jugador     | Posición | Nacionalidad | Universidad/Club |
| ----- | ------ | ----------- | -------- | ------------ | ---------------- |
| 1     | 26     | Vlade Divac | C        | Yugoslavia   | KK Partizan      |

## Temporada regular
| División Pacífico        | División Pacífico | División Pacífico | División Pacífico | División Pacífico | División Pacífico | División Pacífico | División Pacífico | División Pacífico |
| Equipo                   | G                 | P                 | %                 | PD                | Casa              | Fuera             | Div               |                   |
| ------------------------ | ----------------- | ----------------- | ----------------- | ----------------- | ----------------- | ----------------- | ----------------- | ----------------- |
| y-Los Angeles Lakers     | 63                | 19                | .768              | –                 | 37–4              | 26–15             | 22–6              |                   |
| x-Portland Trail Blazers | 59                | 23                | .720              | 4                 | 35–6              | 24–17             | 20–8              |                   |
| x-Phoenix Suns           | 54                | 28                | .659              | 9                 | 32–9              | 22–19             | 20–8              |                   |
| Seattle SuperSonics      | 41                | 41                | .500              | 22                | 30–11             | 11–30             | 11–17             |                   |
| Golden State Warriors    | 37                | 45                | .451              | 26                | 27–14             | 10–31             | 11–17             |                   |
| Los Angeles Clippers     | 30                | 52                | .366              | 33                | 20–21             | 10–31             | 7–21              |                   |
| Sacramento Kings         | 23                | 59                | .280              | 40                | 16–25             | 7–34              | 7–21              |                   |

## Playoffs

### Primera ronda
Los Angeles Lakers vs. Houston Rockets 
| Fecha       | Partido                                     | Ciudad      |
| ----------- | ------------------------------------------- | ----------- |
| 27 de abril | Los Angeles Lakers 101, Houston Rockets 89  | Los Angeles |
| 29 de abril | Los Angeles Lakers 104, Houston Rockets 100 | Los Angeles |
| 1 de mayo   | Houston Rockets 114, Los Angeles Lakers 108 | Houston     |
| 3 de mayo   | Houston Rockets 88, Los Angeles Lakers 109  | Houston     |
|             | Los Angeles Lakers gana las series 3-1      |             |

### Semifinales de Conferencia
Los Angeles Lakers vs. Phoenix Suns 
| Fecha      | Partido                                  | Ciudad      |
| ---------- | ---------------------------------------- | ----------- |
| 8 de mayo  | Los Angeles Lakers 102, Phoenix Suns 104 | Los Angeles |
| 10 de mayo | Los Angeles Lakers 124, Phoenix Suns 100 | Los Angeles |
| 12 de mayo | Phoenix Suns 117, Los Angeles Lakers 103 | Phoenix     |
| 13 de mayo | Phoenix Suns 114, Los Angeles Lakers 101 | Phoenix     |
| 15 de mayo | Los Angeles Lakers 103, Phoenix Suns 106 | Los Angeles |
|            | Phoenix Suns gana las series 4-1         |             |

## Estadísticas
| Rk | Jugador           | Edad | P  | PT | MP   | TC  | TCI  | %TC  | T3  | T3I | %T3  | TL  | TLI | %TL  | RO  | RD  | RT  | AS   | RB  | TAP | BP  | FP  | PTS  |
| -- | ----------------- | ---- | -- | -- | ---- | --- | ---- | ---- | --- | --- | ---- | --- | --- | ---- | --- | --- | --- | ---- | --- | --- | --- | --- | ---- |
| 1  | Magic Johnson     | 30   | 79 | 79 | 37.2 | 6.9 | 14.4 | .480 | 1.3 | 3.5 | .384 | 7.2 | 8.1 | .890 | 1.6 | 5.0 | 6.6 | 11.5 | 1.7 | 0.4 | 3.7 | 2.1 | 22.3 |
| 2  | James Worthy      | 28   | 80 | 80 | 37.0 | 8.9 | 16.2 | .548 | 0.2 | 0.6 | .306 | 3.1 | 4.0 | .782 | 2.0 | 4.0 | 6.0 | 3.6  | 1.2 | 0.6 | 2.0 | 2.4 | 21.1 |
| 3  | Byron Scott       | 28   | 77 | 77 | 33.7 | 6.1 | 13.1 | .470 | 1.2 | 2.9 | .423 | 2.1 | 2.7 | .766 | 0.7 | 2.5 | 3.1 | 3.6  | 1.0 | 0.4 | 1.6 | 2.3 | 15.5 |
| 4  | A.C. Green        | 26   | 82 | 82 | 33.0 | 4.7 | 9.8  | .478 | 0.2 | 0.6 | .283 | 3.4 | 4.5 | .751 | 3.2 | 5.5 | 8.7 | 1.1  | 0.8 | 0.6 | 1.4 | 2.5 | 12.9 |
| 5  | Mychal Thompson   | 35   | 70 | 70 | 26.9 | 4.0 | 8.0  | .500 | 0.0 | 0.0 |      | 2.1 | 2.9 | .706 | 2.5 | 4.3 | 6.8 | 0.6  | 0.5 | 1.0 | 1.1 | 3.0 | 10.1 |
| 6  | Michael Cooper    | 33   | 80 | 10 | 23.1 | 2.4 | 6.2  | .387 | 0.6 | 2.0 | .318 | 1.0 | 1.2 | .883 | 0.7 | 2.1 | 2.8 | 2.7  | 0.8 | 0.5 | 1.1 | 2.6 | 6.4  |
| 7  | Orlando Woolridge | 30   | 62 | 2  | 22.9 | 4.9 | 8.9  | .556 | 0.0 | 0.1 | .000 | 2.8 | 3.9 | .733 | 0.8 | 2.2 | 3.0 | 1.5  | 0.6 | 0.7 | 1.2 | 2.6 | 12.7 |
| 8  | Vlade Divac       | 21   | 82 | 5  | 19.6 | 3.3 | 6.7  | .499 | 0.0 | 0.1 | .000 | 1.9 | 2.6 | .708 | 2.0 | 4.2 | 6.2 | 0.9  | 1.0 | 1.4 | 1.3 | 2.9 | 8.5  |
| 9  | Larry Drew        | 31   | 80 | 3  | 16.7 | 2.1 | 4.8  | .444 | 0.4 | 1.0 | .395 | 0.6 | 0.8 | .767 | 0.2 | 1.1 | 1.2 | 2.7  | 0.6 | 0.1 | 1.2 | 1.2 | 5.2  |
| 10 | Jay Vincent       | 30   | 24 | 1  | 8.3  | 1.7 | 3.3  | .526 | 0.0 | 0.0 | .000 | 0.3 | 0.5 | .667 | 0.3 | 0.8 | 1.1 | 0.4  | 0.3 | 0.1 | 0.8 | 1.2 | 3.8  |
| 11 | Mark McNamara     | 30   | 33 | 1  | 5.8  | 1.2 | 2.6  | .442 | 0.0 | 0.0 |      | 0.8 | 1.2 | .650 | 0.7 | 1.2 | 1.9 | 0.1  | 0.1 | 0.0 | 0.6 | 0.9 | 3.1  |
| 12 | Mel McCants       | 22   | 13 | 0  | 5.0  | 0.6 | 2.0  | .308 | 0.0 | 0.0 |      | 0.5 | 0.6 | .750 | 0.1 | 0.4 | 0.5 | 0.2  | 0.2 | 0.1 | 0.1 | 0.8 | 1.7  |
| 13 | Steve Bucknall    | 23   | 18 | 0  | 4.2  | 0.5 | 1.8  | .273 | 0.0 | 0.1 | .000 | 0.3 | 0.3 | .833 | 0.3 | 0.1 | 0.4 | 0.6  | 0.1 | 0.1 | 0.6 | 0.6 | 1.3  |
| 14 | Mike Higgins      | 22   | 6  | 0  | 3.0  | 0.0 | 0.0  |      | 0.0 | 0.0 |      | 0.2 | 0.3 | .500 | 0.2 | 0.0 | 0.2 | 0.2  | 0.2 | 0.3 | 0.0 | 0.7 | 0.2  |
| 15 | Jawann Oldham     | 32   | 3  | 0  | 3.0  | 0.7 | 1.0  | .667 | 0.0 | 0.0 |      | 0.3 | 0.7 | .500 | 0.0 | 0.3 | 0.3 | 0.3  | 0.0 | 0.0 | 0.3 | 1.0 | 1.7  |

## Galardones y récords
| Jugador/Entrenador | Galardón                                                                        |
| Magic Johnson      | MVP de la NBA Mejor quinteto de la NBA MVP del All-Star Game de la NBA All-Star |
| James Worthy       | 3er Mejor quinteto de la NBA All-Star                                           |
| Vlade Divac        | Mejor quinteto de rookies de la NBA                                             |
| A.C. Green         | All-Star                                                                        |
| Pat Riley          | Entrenador del Año de la NBA                                                    |